# Ulrich Köhler
Ulrich Köhler est un réalisateur allemand né le 15 décembre 1969 à Marbourg. 

## Biographie
Il fait partie de la "nouvelle nouvelle vague" allemande. Köhler étudié les Beaux-arts à Quimper, de 1989 à 1991, où il assiste à de régulières interventions de Douchet, en Bretagne comme à Paris. Il se tourne ensuite vers la philosophie puis la communication audiovisuelle à l'école des Beaux-arts de Hambourg. Il tourne ses premiers courts-métrages pendant ses études, qui se terminent en 1998. Parmi ses influences, il reconnaît : Michelangelo Antonioni, Hong Sang-soo, Bruno Dumont...
Son premier long-métrage, Bungalow, figure au Panorama de la Berlinale 2002. Son deuxième long-métrage Montag kommen die Fenster (dans lequel apparaît entre autres l'ancien joueur de tennis Ilie Nastase) passe au Forum des jeunes réalisateurs dans le cadre de la Berlinale 2006 : « Ce qui m’intéresse, c’est la mise en question de la cellule familiale. De quelle façon on peut mettre en cause une société allemande socio-libérale pseudo-progressiste. Quelles sont les choses qui peuvent mettre en doute tout cela. La maison est donc importante », explique le réalisateur à propos de son film.
En 2011, il obtient l'Ours d'argent du meilleur réalisateur à Berlin pour son film La Maladie du sommeil (Die Schlafkrankheit).
Köhler est généralement considéré comme appartenant à l'« École de Berlin », où il vit avec sa compagne la réalisatrice Maren Ade.

## Filmographie
Ulrich Köhler est également le scénariste de tous les films qu'il réalise.
- 1999 : Rakete (court-métrage)
- 2002 : Bungalow
- 2006 : Montag
- 2011 : La Maladie du sommeil (Schlafkrankheit)
- 2018 : In My Room
- 2019 : Das freiwillige Jahr

## Récompenses
- Bungalow
  - Festival du film de Thessalonique 2002 : Alexandre d'argent
  - Festival du film de Schwerin 2002 : Flying Ox
  - Prix de l'association des critiques allemands de cinéma 2002 : meilleur acteur (Devid Striesow)
  - BAFICI (Buenos Aires) 2002 : meilleur acteur (Lennie Burmeister)

- La maladie du sommeil
  - Festival du Film de Berlin 2011 : Ours d'argent du meilleur réalisateur

## Sélections non récompensées
- Bungalow
  - Festival du film de Berlin 2002 : section Panorama
  - Entre vues 2002 : compétition internationale
  - Premiers plans 2003 : compétition

- Montag
  - Festival du film de Berlin 2006 : section Forum
  - Paris Cinéma 2006 : sélection officielle